# Georgi Terziev
Pour les articles homonymes, voir Terziev.
Georgi Ilkov Terziev est un footballeur bulgare né le 18 avril 1992 à Sliven. Il évolue au poste de défenseur au Ludogorets Razgrad.

## Biographie
Il inscrit son premier but en Ligue des champions le 26 novembre 2014 face au club anglais de Liverpool FC.

## Carrière
- 2008-2009 :  Naftex Burgas
- 2009-2013 :  Chernomorets Burgas
- depuis 2013 :  Ludogorets Razgrad[4]
  - fév. 2017-2017 :  HNK Hajduk Split (prêt)

## Palmarès
Ludogorets Razgrad
- Champion de Bulgarie en 2014, 2015, 2016, 2017, 2018, 2019, 2020 et 2021.
- Vainqueur de la Coupe de Bulgarie en 2014.
- Vainqueur de la Supercoupe de Bulgarie en 2014.
- Finaliste de la Coupe de Bulgarie en 2017.